# Pueblonuevo de Miramontes
Pueblonuevo de Miramontes è un comune spagnolo di 839 abitanti situato nella comunità autonoma dell'Estremadura.
Si costituì come comune autonomo il 3 dicembre del 2013 distaccandosi da quello di Talayuela. Tuttavia, a causa di un vizio di forma, la separazione divenne effettiva solo nel novembre del 2014.

## Geografia fisica
Pueblonuevo de Miramontes è situato ai piedi della sierra de Gredos, fra Cáceres, Avila e Toledo.

## Storia
Il paese fu fondato intorno al 1957 come borgo di colonizzazione agricola. Una volta costruite, le case vennero acquisite dagli abitanti a condizioni agevolate (a lungo termine e quasi senza interessi) in base alle professioni esercitate.

## Economia
L'economia è basata principalmente sull'agricoltura.